# سوزان نابير
سوزان نابير (بالإنجليزية: Susan Napier)‏ (14 فبراير 1954، أوكلاند في نيوزيلندا)؛ كاتِبة وروائية نيوزيلندية.